# サンストーム (バンド)
サンストーム（Sunstorm）は、アメリカ合衆国のAOR・ミュージカル・プロジェクトで、もともとはリード・ボーカリストのジョー・リン・ターナー（元レインボーのメンバー）、ベーシスト兼ボーカリストのデニス・ワード、キーボード奏者のヨヒェン・ヴァイアー、そしてギタリストのウヴェ・リーテナウアーとドラマーのクリス・シュミット（共にピンク・クリーム69のメンバー）をフィーチャーしていた。アルバムには、追加のソングライターとしてダン・ハフやジム・ピートリックなどのアーティストも含まれている。『サンストーム - フィーチャリング ジョー・リン・ターナー』と呼ばれる最初のアルバムが2006年にリリースされ、その後、2009年に2枚目のアルバム『ハウス・オブ・ドリームズ』がリリースされた。『エモーショナル・ファイア』は、2012年にリリースされた3枚目のアルバムである。
2016年には、ジョー・リン・ターナーが新しいサンストームのアルバムをレコーディングすることが発表された。今回は、彼の別のプロジェクトである「Rated X」に似ているが、プロジェクトのメロディックな側面をトレードマークとして維持している。アルバム『エッジ・オブ・トゥモロー』では、キーボード、ハモンドオルガン、バッキング・ボーカル、ソングライティング、そしてアルバムのプロデュースを一手に担当するアレッサンドロ・デル・ヴェッキオ（ハードライン、ヨルン、エッジ・オブ・フォーエヴァー、サイレント・フォース、元ヴードゥー・サークル）を含む新しいラインナップが発表された。その他のミュージシャンは、ギターにシモーネ・ムラローニ（DGM）、ベースにニック・マッズッコーニ（ラビリンス）、ドラムにフランチェスコ・ジョヴィーノ（元プライマル・フィア、元ハードライン、ヴードゥー・サークル、ヨルン）が加わった。2016年5月13日にアルバムはリリースされた。
2018年のシングル2枚、4月16日発売の「Only The Good Will Survive」と5月16日発売の「The Road to Hell」が、6月8日にリリースされたニュー・アルバム『ザ・ロード・トゥ・ヘル』に先行した。これは、フロンティアーズ・レコードを介し、アレッサンドロ・デル・ヴェッキオによって再びプロデュースされている。このアルバムでは、ドラマーのエド・サラ（Folkstone）がフランチェスコ・ジョヴィーノから交代している。
2021年3月12日に6枚目のアルバム「アフターライフ」がリリースされた。このアルバムでは、ボーカルがジョー・リン・ターナーからロニー・ロメロに、ドラムがエド・サラからミケーレ・サンナに交代している。
2022年8月5日に7枚目のアルバム「ブラザーズ・イン・アームズ」がリリースされた。このアルバムでは、ギターがシモーネ・ムラローニからルカ・プリンシオッタに交代している。

## メンバー

### 現在のラインナップ
- ロニー・ロメロ (Ronnie Romero) – ボーカル
- アレッサンドロ・デル・ヴェッキオ (Alessandro Del Vecchio) – キーボード、ハモンドオルガン、バック・ボーカル
- ルカ・プリンシオッタ (Luca Princiotta) – ギター
- ニック・マッズッコーニ (Nik Mazzucconi) – ベース
- ミケーレ・サンナ (Michele Sanna) – ドラム

### 旧メンバー
- ジョー・リン・ターナー (Joe Lynn Turner) – ボーカル
- デニス・ワード (Dennis Ward) – ベース
- ウヴェ・リーテナウアー (Uwe Reitenauer) – ギター
- ヨヒェン・ヴァイアー (Jochen Weyer) – キーボード
- ギュンター・ヴェルノ (Gunther Werno) – キーボード
- ジャスティン・ダッキー (Justin Dakey) – キーボード
- クリス・シュミット (Chris Schmidt) – ドラム
- フランチェスコ・ジョヴィーノ (Francesco Jovino) - ドラム
- エド・サラ (Edo Sala) – ドラム
- シモーネ・ムラローニ (Simone Mularoni) – ギター

## レコーディング・タイムライン
| リード・ボーカル | ジョー・リン・ターナー | ジョー・リン・ターナー | ジョー・リン・ターナー | ジョー・リン・ターナー           | ジョー・リン・ターナー           | ロニー・ロメロ                   | ロニー・ロメロ                   |
| ギター           | ウヴェ・リーテナウアー | ウヴェ・リーテナウアー | ウヴェ・リーテナウアー | シモーネ・ムラローニ             | シモーネ・ムラローニ             | シモーネ・ムラローニ             | ルカ・プリンシオッタ             |
| ベース           | デニス・ワード         | デニス・ワード         | デニス・ワード         | ニック・マッズッコーニ           | ニック・マッズッコーニ           | ニック・マッズッコーニ           | ニック・マッズッコーニ           |
| キーボード       | ヨヒェン・ヴァイアー   | ギュンター・ヴェルノ   | ジャスティン・ダッキー | アレッサンドロ・デル・ヴェッキオ | アレッサンドロ・デル・ヴェッキオ | アレッサンドロ・デル・ヴェッキオ | アレッサンドロ・デル・ヴェッキオ |
| ドラム           | クリス・シュミット     | クリス・シュミット     | クリス・シュミット     | フランチェスコ・ジョヴィーノ     | エド・サラ                       | ミケーレ・サンナ                 | ミケーレ・サンナ                 |

## ディスコグラフィ

### スタジオ・アルバム
- 『サンストーム - フィーチャリング ジョー・リン・ターナー』 - Sunstorm (2006年)
- 『ハウス・オブ・ドリームズ』 - House of Dreams (2009年)
- 『エモーショナル・ファイア』 - Emotional Fire (2012年)
- 『エッジ・オブ・トゥモロー』 - Edge of Tomorrow (2016年)
- 『ザ・ロード・トゥ・ヘル』 - The Road to Hell (2018年)
- 『アフターライフ』 - Afterlife (2021年)
- 『ブラザーズ・イン・アームズ』 - Brothers in Arms (2022年)